# Pig Rock
Der Pig Rock ist ein 65 m hoher Klippenfelsen im Archipel der Südlichen Shetlandinseln. Er ist der größte einer Gruppe von Felsen, die 1,5 km östlich des östlichen Endes von Nelson Island aus der Bransfieldstraße aufragen.
Wissenschaftler der britischen Discovery Investigations kartierten ihn 1935. Die Benennung des Felsens geht wahrscheinlich auf Robbenjäger zurück, die um 1821 in den Gewässern um die Südlichen Shetlandinseln operierten. Der weitere Benennungshintergrund ist nicht überliefert. In Argentinien werden dieser und einige vorgelagerte Felsen als Rocas Chanchito (spanisch in etwa für „Schweinchenfelsen“) zusammengefasst.